# Прая-а-Маре
Прая-а-Маре (італ. Praia a Mare, сиц. Praia a Mare) — муніципалітет в Італії, у регіоні Калабрія,  провінція Козенца.
Прая-а-Маре розташована на відстані близько 360 км на південний схід від Рима, 135 км на північний захід від Катандзаро, 80 км на північний захід від Козенци.
Населення — 6744 особи (2014).
Щорічний фестиваль відбувається 15 серпня. Покровитель — Madonna della Grotta.

## Демографія
Населення за роками:

Станом на 1 січня 2023 року в муніципалітеті офіційно проживало 240 іноземців з 38 країн, серед них 123 громадяни країн Євросоюзу та 20 громадян України.

## Сусідні муніципалітети
- Аєта
- Папазідеро
- Сан-Нікола-Арчелла
- Санта-Доменіка-Талао
- Тортора